# Joseph Hart
Joseph Hart född 1712. Död  4 maj 1768. Kongregationalistisk präst i London. Psalmförfattare och utgav en egen psalmbok kallad Hart's Hymns. Hans psalmer finns översatta till danska och publicerades i danska Psalmebog for Kirke og Hjem. 